# Șaulîha, Talne
Șaulîha (în ucraineană Шаулиха) este o comună în raionul Talne, regiunea Cerkasî, Ucraina, formată numai din satul de reședință.

## Demografie
Componența lingvistică a comunei Șaulîha
     Ucraineană (98,01%)
     Rusă (1,99%)
Conform recensământului din 2001, majoritatea populației comunei Șaulîha era vorbitoare de ucraineană (98,01%), existând în minoritate și vorbitori de rusă (1,99%).